# Kostel Všech svatých (Pražský hrad)
Kostel Všech svatých (respektive kaple) na Pražském hradě je gotická, renesančně upravená stavba v areálu Pražského hradu. Organicky přiléhá k východní stěně starého paláce a navazuje na Vladislavský sál. Jeho gotický presbytář je výraznou částí hradního panorámatu.

## Historie

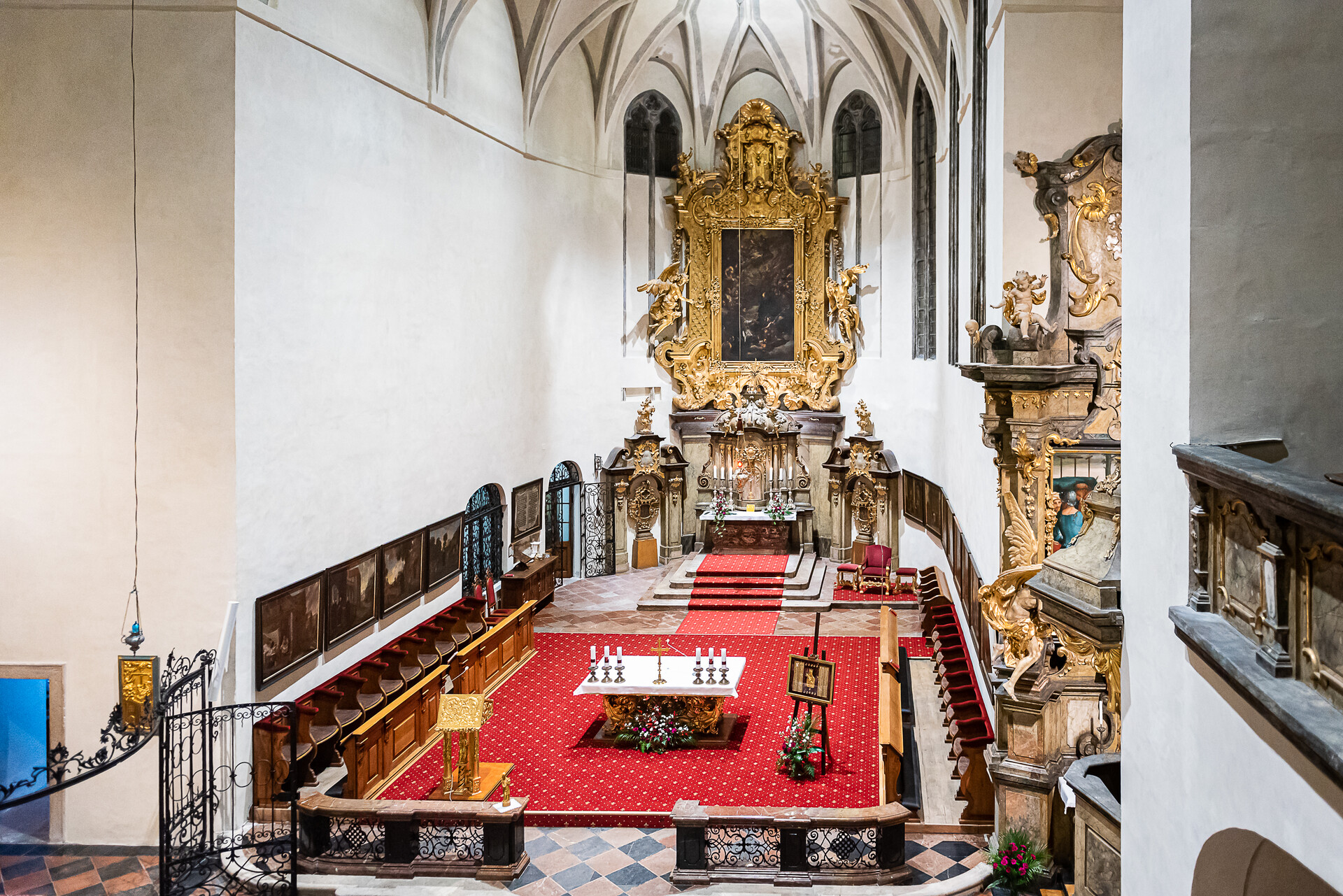
Interiér kostela Všech svatých (Pražský hrad)

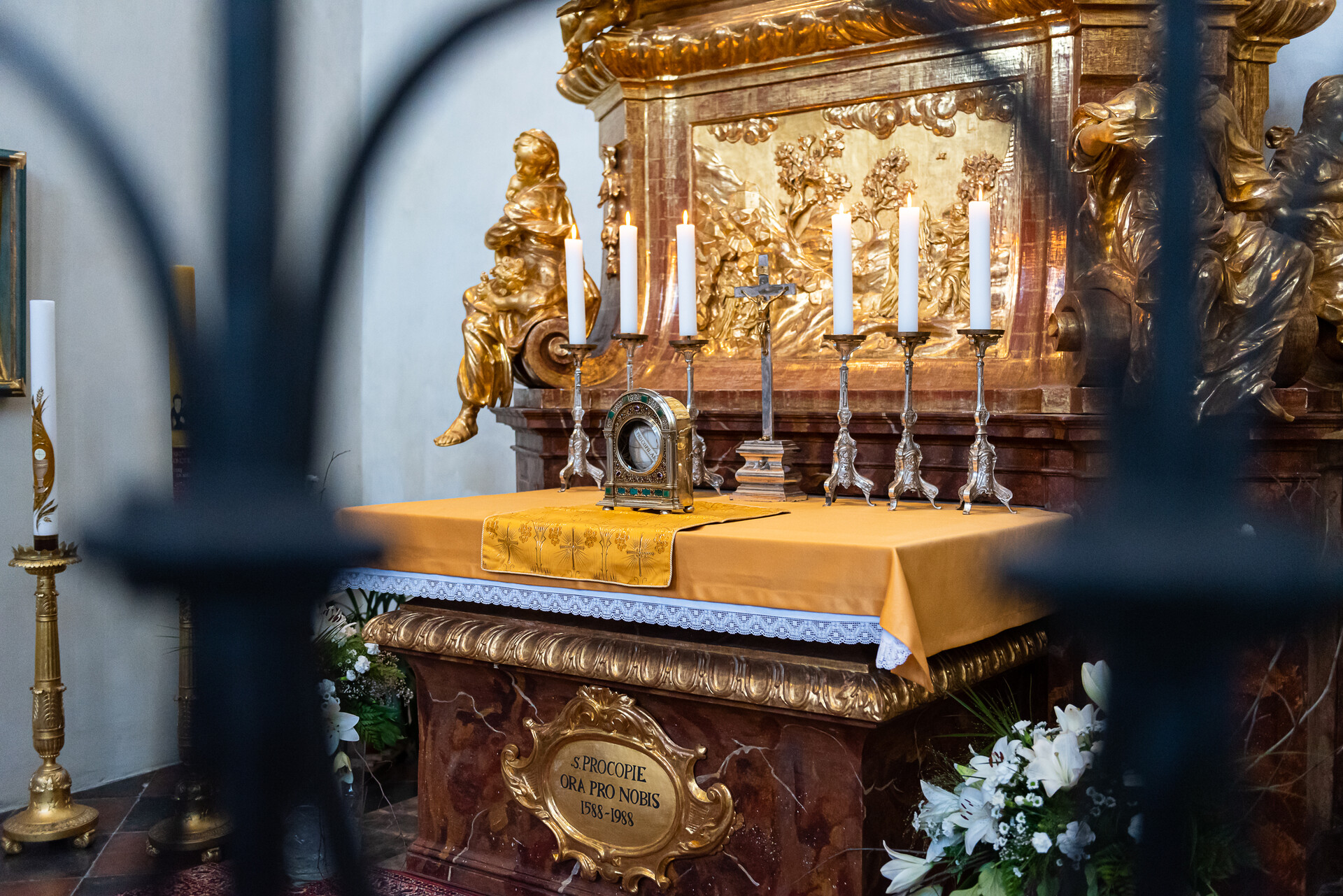
Hrob sv. Prokopa

Kostel Všech svatých stojí na místě starší palácové kaple z 12. století, která byla vysvěcena roku 1185. Karel IV., ještě jako markrabě moravský, při ní roku 1339 založil kolegiátní kapitulu. Současný kostel byl vystavěn někdy kolem roku 1372 a dokončen před rokem 1386 podle plánů Petra Parléře. Jeho účast dokládá znění nápisu v triforiu „a za svrchu uvedeného času též započal a dokončil chór Všech svatých.“ Před husitskými válkami byl dokončen jen závěr kostela a založena byla čtvercová loď.
Kostel byl těžce poškozen při velkém požáru Hradu roku 1541, kdy z něj zůstaly jen obvodové zdi a většina okenních kružeb. Podle kronikáře Václava Hájka z Libočan byl chór kaple sochařsky vyzdoben a v oknech byly vitráže: „kapla pak výborná Všech Svatých před palácem, kteráž dílem krásným a nákladným někdy císaře Karla draze vystavěna byla a řezbami kamennými i jiným dílem kamenickým draze ozdobena byla a skly převýbornými okrášlena, ta všecka hanebně vnitř i zevnitř vyhořela“.
Zbytky původních okenních kružeb se zachovaly v podkroví kostela. Opravu, při níž byla snížena klenba a přistavěna loď, takže se stavba spojila s palácem, vedl Ulrico Aostalli de Sala. Byla dokončena roku 1580 na náklad Alžběty Isabely, dcery císaře Maxmiliána II., francouzské královny-vdovy po Ludvíku IX., která na Pražském hradě žila a patrně věnovala i oltářní obraz. 
29. května roku 1588 sem byly v průvodu za účasti císaře přeneseny ostatky svatého Prokopa ze Sázavského kláštera a uloženy do nového hrobu uprostřed kněžského kůru. Roku 1598 vznikl přístup na kruchtu z Vladislavského sálu, aby zemští úředníci mohli ze své služby chodit přímo na bohoslužby.

## Popis
Jednolodní kostel se skládá z gotického chóru s pětibokým závěrem, osvětleným okny s gotickými kružbami, a renesanční lodi se dvěma bočními kaplemi. Klenba je z roku 1580, jsou na ní vymalovány čtyři znaky královny-vdovy Alžběty Isabely a dvakrát kapituly Všech svatých.
- Hlavní oltář: Václav Vavřinec Reiner: obraz Všech svatých, v popředí stojí sv. Prokop a sv. Jan Nepomucký; nad nimi Nejsvětější Trojice; architektura a řezby Richard Prachner
- Postranní oltář na severní straně lodi pod kruchtou: Náhrobek svatého Prokopa v podobě pozlacené dřevěné tumby s reliéfy ze světcova života; dílo řezbáře Františka Ignáce Weisse z roku 1738; na tumbě je socha klečícího sv. Prokopa. Tumba původně stála uprostřed chóru, roku 1768 byla přesunuta ke stěně.
- Postranní oltář na jižní straně lodi: obraz Snímání z kříže a na predele obrázek Chrudimského Salvátora
- Vnitřní zařízení je barokní, z let 1732 a 1750; kamenná kruchta z roku 1732 je pravděpodobně dílem K. I. Dienzenhofera.
- Na stěnách chóru visí: cyklus dvanácti scén z legendy o svatém Prokopovi (olejomalby na plátně), namaloval je Christian Dittmann v letech 1668–1669. Obrazy i oltář sv. Prokopa objednal Alois Kinner z Löwenthurmu.[3]
- oltářík svatých archandělů: uprostřed manýristický obraz archanděla Michaela, po stranách Gabriel a Rafael; namaloval Denis Calvaert.
- kopie obrazu Panny Marie Sněžné z baziliky Santa Maria Maggiore v Římě visí na pilíři u kazatelny.
- Barokní varhany sem byly přeneseny roku 1969 z kostela ve Skapcích.[4]